# 鶯歌区

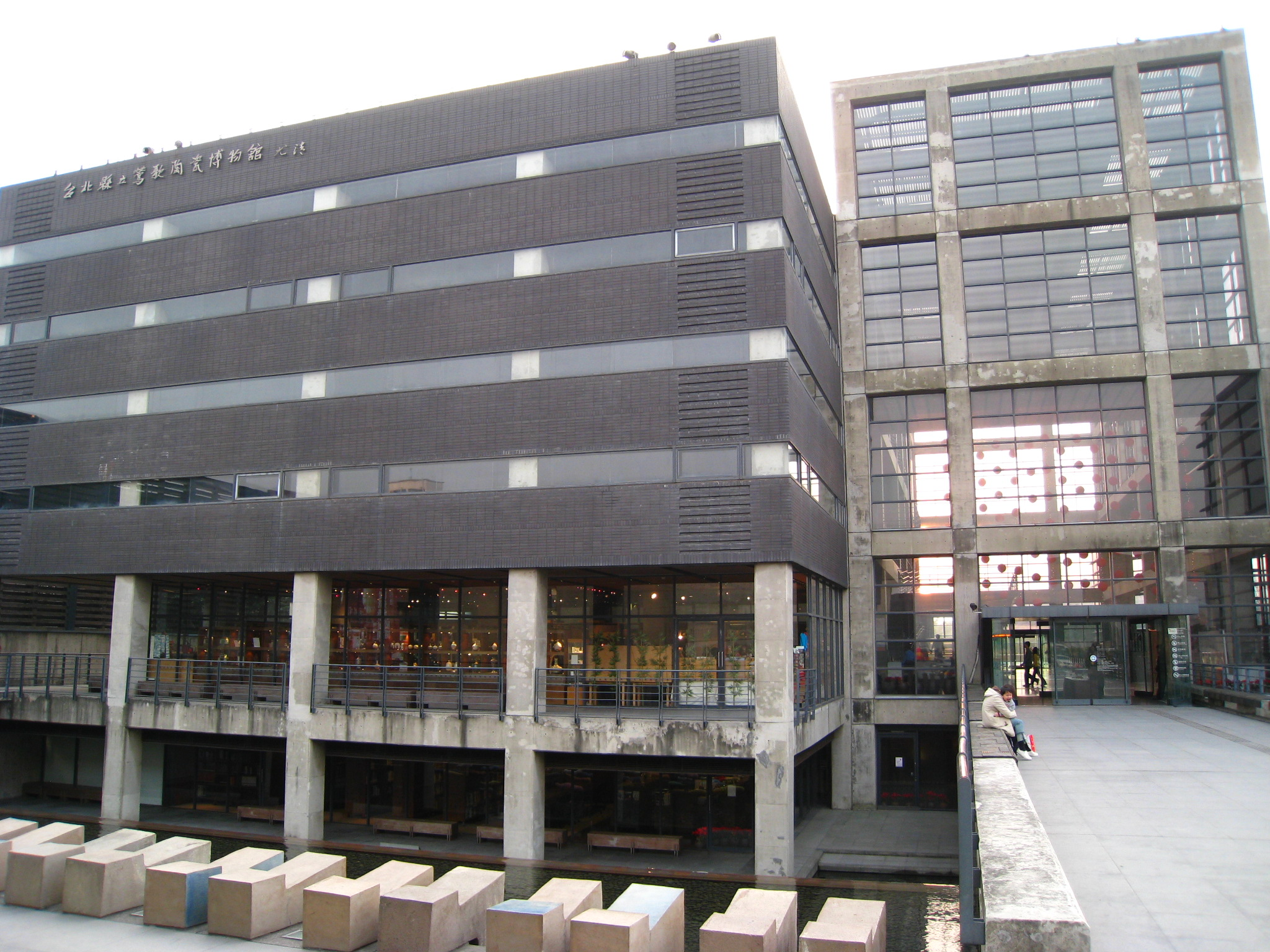
新北市立鶯歌陶磁博物館

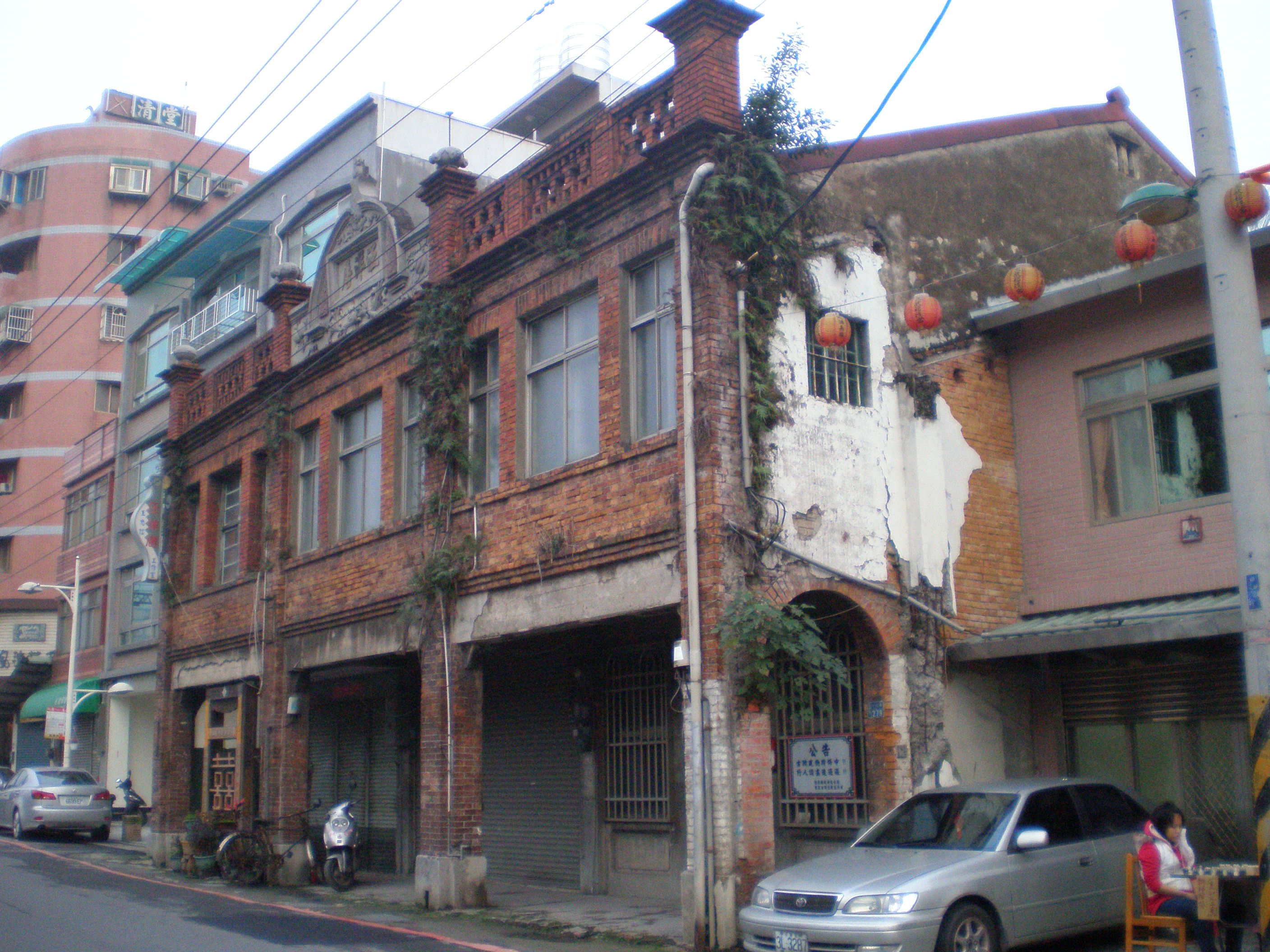
鶯歌汪洋居

鶯歌区（インゴー/おうか-く）は台湾新北市の市轄区。

## 地理
鶯歌区は新北市西端に位置し、東は樹林区と、西は桃園市八徳区、桃園区と、西南は桃園市大渓区と、東南は三峡区と、東は樹林区と、北は桃園市亀山区とそれぞれ接している。

### 行政区画
| 地区 | 里                                                             |
| ---- | -------------------------------------------------------------- |
| 北部 | 建徳里、東湖里、中湖里、大湖里                                 |
| 西北 | 鳳鳴里、鳳祥里、鳳福里、永吉里                                 |
| 中部 | 中鶯里、北鶯里、同慶里、建国里、南鶯里、永昌里、西鶯里、東鶯里 |
| 南部 | 二甲里、二橋里、尖山里、南靖里                                 |

## 歴史
1684年に客家人による入植が開始された。『桃園庁志』によれば1685年に泉州の陳瑜が南部より入植したとある。
1920年に鶯歌庄がこの地に設置され、1940年には鶯歌街に昇格している。1945年以降は鶯歌鎮に改称された。2010年12月25日には台北県が新北市に改編されたことに伴い鶯歌区と改編され現在に至っている。

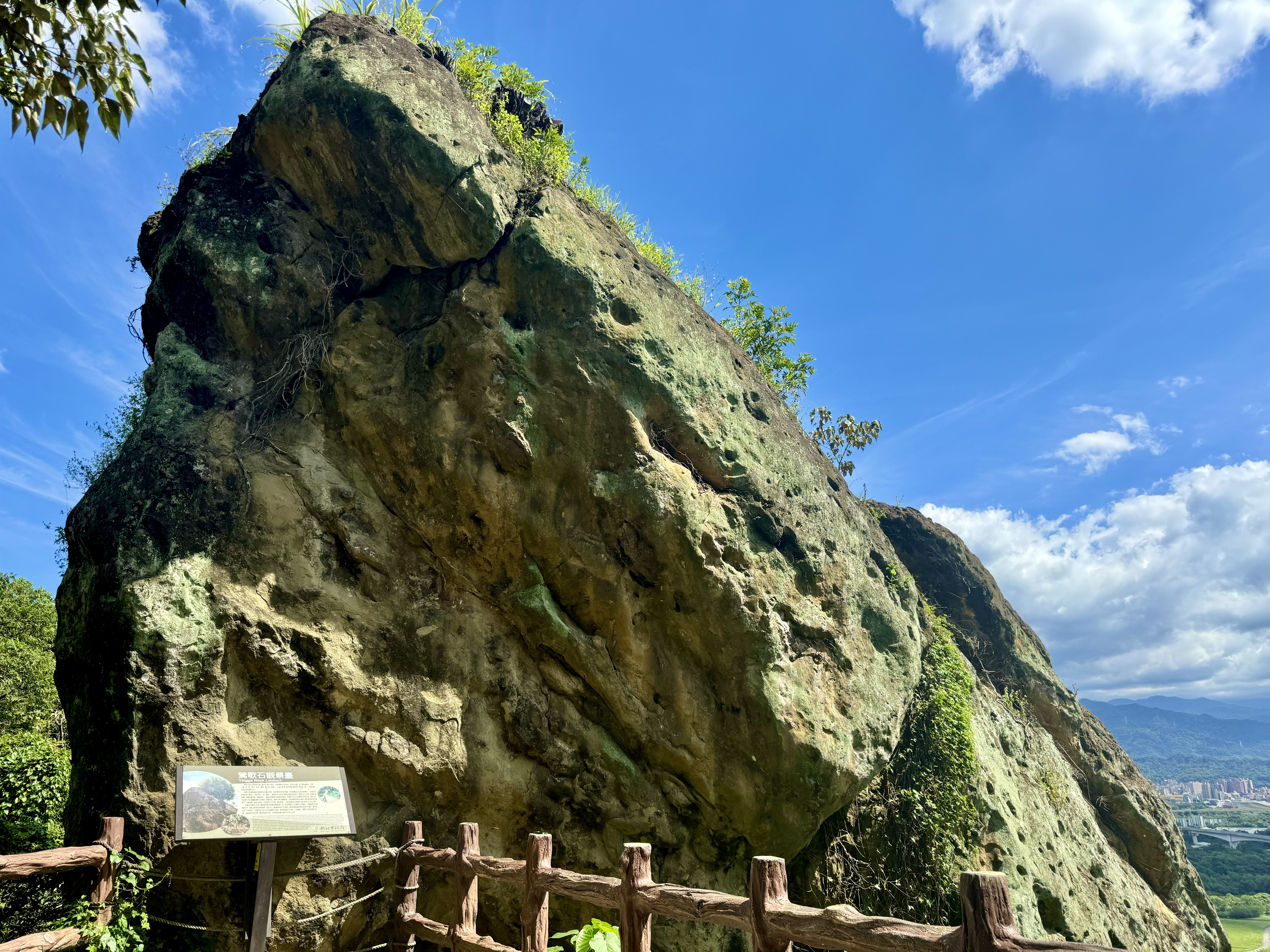
鶯歌石

地名は鶯歌の北側の山に鸚鵡の形の巨岩があり、それにより鸚哥石と呼ばれていたものが、鷹哥石、鶯哥、鶯歌と転化したといわれている。伝説ではこの巨石は瘴気を吐き人を食したと言われ、その害を取り除くべく鄭成功が爆破したと伝えられる。

## 政治

### 行政

#### 区長
歴代区長

## 対外関係

### 姉妹都市･提携都市
- ケニウィック（アメリカ合衆国 ワシントン州）

## 経済
清朝時代から日本統治時代にかけては農業が産業の中心であったが、現在は陶窯業が産業の中心となっている。
伝承では清朝嘉慶年間に呉岸、呉糖、呉曽らがこの地にやってきた際、近隣の尖山で良質な粘土を発見し、ここに焼窯を設置したのが陶窯業の始まりと伝えている。日本統治時代までは農家による副次的な産業とされていたが、戦後は陶窯業が飛躍的に発展し、現在では「台湾の景徳鎮」と呼ばれるほどの重要な地場産業としての地位を確立している。

## 教育
| 区分 | 数 | 名称 |
| ---- | -- | --- |
| 大学 | 0  | - |
| 高中 | 0  | - |
| 高職 | 1  | 新北市立鶯歌高級工商職業学校 |
| 国中 | 3  | 新北市立鶯歌国民中学 新北市立尖山国民中学 新北市立鳳鳴国民中学                                                                                     |
| 国小 | 7  | 新北市立鶯歌国民小学 新北市立建国国民小学 新北市立二橋国民小学 新北市立永吉国民小学 新北市立鳳鳴国民小学 新北市立中湖国民小学 新北市立昌服国民小学 |

## 交通
| 種別 | 路線名称        | その他          |
| ---- | --------------- | --------------- |
| 鉄道 | 縦貫線          | 鶯歌駅          |
| 国道 | 国道3号 福高    | 三鶯IC、鶯歌JCT |
| 国道 | 国道2号         | 鶯歌JCT         |
| 県道 | 110号線 114号線 |                 |

## 観光

### 観光スポット
- 大漢渓 - 鶯歌渓（中国語版）
- 新北市立鶯歌陶磁博物館（中国語版）
- 鶯歌老街（中国語版）
- 三鶯龍窯橋（中国語版）
- 鶯歌永吉公園（中国語版）